# 費菲市
費菲市是澳大利亞雪梨大都會內，位於西南部的一個地方政府。

## 沿革
在歐洲人探索澳大利亞以前，原住民Cabrogal-Gandangara部族已於當地生活了3萬年。

## 市議會
費菲市議會有議席12座，全市分3選區，各區選出議員4名代表市民和納稅人問政；市長為直選。

## 土地利用
費菲市的住宅區與大片的工業區（Wetherill Park和Smithfield）為鄰；有4處主要的商業中心（費菲、卡巴瑪塔、Bonnyrigg、Prairiewood）；3座購物中心（費菲論壇、妮塔市、費菲蔡斯）。居中的「妮塔市」購物中心為當地帶來了大規模商機。由於費菲市內擁有多元族裔，許多咖啡館和餐廳的風格也各別洋溢著波斯尼亞式、義大利式、亞述式、西班牙式和泰式等不同樣貌。

## 環境
半世紀以來，市內大片的原生叢林經過土地管理與開發之後，已被清除。惟近年隨著地球溫度的上升、飛機與汽車排放廢氣、乾旱所造成的水質惡化，已促使市政府實施造林的政策以改善費菲市的居住環境。

## 學校
費菲市內的學校包括有：Fairfield Public School、費菲高中、St Johns Park High School、西區體育高中、費維高中、燕諾拉公立學校、Canley Vale High School等；天主教會學校有珀特里兄弟学院、Our Lady of the Rosary Primary School、Mary Mackillop College、Freeman Catholic College、St Hurmizd's（東方亞述教會）primary school與Mar Narsai（東方亞述教會）college。

## 媒體
費菲有兩家報社：《Fairfield Advance》與《Fairfield Champion》，每週三發行。

## 姊妹市
- 中華民國新竹市（1994）
- 中华人民共和国汕頭市（2005）
- 中华人民共和国镇江市（2007）

## 外部連結
- 費菲市政府官方網站 （页面存档备份，存于）
- 2001年人口調查 （页面存档备份，存于）
- 《Fairfield Advance》社區報紙 （页面存档备份，存于）

33°52′S 150°55′E / 33.867°S 150.917°E